# Argument hybride
Un argument hybride est une méthode de preuve en cryptographie permettant de montrer l'indistinguabilité calculatoire de deux distributions de probabilité.

## Motivation
Pour montrer que deux distributions {\displaystyle D_{0}} et {\displaystyle D_{1}} sont calculatoirement indistinguables, la stratégie habituelle est d'exhiber une réduction d'un problème difficile à la sécurité du cryptosystème. Néanmoins, cette méthode n'est pas toujours facilement utilisable, et il existe des cas où il est plus facile d'exhiber une succession de distributions {\displaystyle H_{0},\ldots ,H_{n}} telle que {\displaystyle D_{0}=H_{0}} et {\displaystyle H_{n}=D_{1}}. Ainsi, en montrant que, pour tout {\displaystyle 0\leq i<n}, {\displaystyle H_{i}} est calculatoirement indistinguable de {\displaystyle H_{i+1}} (une preuve qui a pu être faite par le biais d'une réduction par exemple), on obtient que {\displaystyle D_{0}} et {\displaystyle D_{1}} sont calculatoirement indistinguables: c'est une conséquence de l'inégalité triangulaire.
En effet, pour tout adversaire efficace (qui fonctionne en temps polynomial probabiliste) {\displaystyle {\mathcal {A}}}, l'avantage de {\displaystyle {\mathcal {A}}} pour distinguer deux distributions {\displaystyle D} et {\displaystyle D'} peut être défini par :
{\displaystyle \displaystyle \mathrm {Advt} ^{D,D'}({\mathcal {A}})=\left|\Pr _{x\hookleftarrow D}[{\mathcal {A}}(x)=1]-\Pr _{x\hookleftarrow D'}[{\mathcal {A}}(x)=1]\right|.}
Ainsi, dans notre cas, l'application de l'inégalité triangulaire nous donne :
{\displaystyle \displaystyle \mathrm {Advt} ^{D_{0},D_{1}}({\mathcal {A}})\leq \sum _{i=0}^{n-1}\mathrm {Advt} ^{H_{i},H_{i+1}}({\mathcal {A}}).}
Comme {\displaystyle H_{i}} et {\displaystyle H_{i+1}} sont calculatoirement indistinguables pour tout {\displaystyle i}, {\displaystyle \mathrm {Advt} ^{H_{i},H_{i+1}}({\mathcal {A}})} est négligeable pour tout {\displaystyle i} et donc {\displaystyle \mathrm {Advt} ^{D_{0},D_{1}}({\mathcal {A}})} est négligeable. Cependant, cet argument n'est valable que lorsque {\displaystyle n} est fixé et borné : si un nombre polynomial de distributions intermédiaires est nécessaire, l'inégalité triangulaire ne permet plus de conclure. En effet, une somme polynomiale de fonctions négligeables n'est pas nécessairement négligeable. Par exemple, si on prend {\displaystyle \mu _{i}(\lambda )=2^{i-\lambda }} pour tout {\displaystyle i}, alors
chaque {\displaystyle \mu _{i}} est négligeable en {\displaystyle \lambda } et pourtant {\displaystyle \sum _{i=1}^{\lambda }\mu _{i}} n'est pas négligeable. Pour cette raison, on utilise à la place un argument hybride.

## Énoncé
Soient deux distributions {\displaystyle X} et {\displaystyle Y} qui sont calculatoirement indistinguables,
et soient deux distributions {\displaystyle D_{0}} et {\displaystyle D_{1}}. Pour fixer les idées, {\displaystyle D_{0}} peut être une distribution sur des suites arbitrairement longues de la forme {\displaystyle (X,X,X,\ldots )} tandis que {\displaystyle D_{1}} serait une distribution sur des suites de la forme {\displaystyle (Y,Y,Y,\ldots )}. Pour montrer que les deux distributions sont calculatoirement indistinguables, l'idée est d'introduire une suite de distributions hybrides {\displaystyle (H_{i})_{i\in \mathbb {N} }} telle que {\displaystyle H_{0}=D_{1}} (dans notre exemple, {\displaystyle H_{i}} serait une distribution sur des suites obtenue en faisant {\displaystyle i} copies de {\displaystyle X} puis des copies de {\displaystyle Y}), qui permet de transformer petit à petit la distribution {\displaystyle D_{1}} en la distribution {\displaystyle D_{0}}. Ainsi, pour tout adversaire polynomial {\displaystyle {\mathcal {A}}}, on demande à ce qu'il existe un entier {\displaystyle n_{\mathcal {A}}} au plus polynomial tel que {\displaystyle \mathrm {Advt} ^{H_{n_{\mathcal {A}}},D_{0}}({\mathcal {A}})=0}. Dans notre exemple, cela vient du fait que {\displaystyle {\mathcal {A}}} ne peut lire que les {\displaystyle n_{\mathcal {A}}} premiers éléments de la suite. Dans ce contexte, l'argument hybride permet de conclure. Il s'énonce comme suit :
| Argument hybride — Soient deux distributions calculatoirement indistinguables {\displaystyle X} et {\displaystyle Y} et soit {\displaystyle (H_{i})_{i\in \mathbb {N} }} une suite de distributions. Supposons qu'il existe un algorithme probabilistique polynomial {\displaystyle {\mathcal {T}}} tel que, pour tout {\displaystyle i}, les distributions {\displaystyle {\mathcal {T}}(i,X)} et {\displaystyle H_{i}} (respectivement, {\displaystyle {\mathcal {T}}(i,Y)} et {\displaystyle H_{i+1}}) sont identiquement distribuées. Alors, pour tout adversaire efficace {\displaystyle {\mathcal {A}}}, pour tout polynôme {\displaystyle p}, il existe un adversaire probabilistique polynomial {\displaystyle {\mathcal {B}}} tel que {\displaystyle \displaystyle \mathrm {Advt} ^{H_{0},H_{p(\lambda )}}({\mathcal {A}})\leq p(\lambda )\mathrm {Advt} ^{X,Y}({\mathcal {B}}).} |

## Utilisations
Il existe des exemples de l'utilisation de l'argument hybride en cryptographie , généralement présenté sous forme de preuves par jeux. On peut citer parmi celles-ci les preuves simples suivantes :
- Si un générateur de bits est imprédictible, alors il s'agit d'un générateur pseudo-aléatoire [3].
- On peut étendre un générateur pseudo-aléatoire {\displaystyle G:\{0,1\}^{s}\to \{0,1\}^{s+1}} pour construire un générateur pseudo-aléatoire dont la sortie est polynomialement plus grande que l'entrée [4].

### Prédicteur à partir d'un distingueur pour un générateur pseudo-aléatoire
La sécurité d'un générateur pseudo-aléatoire est donnée par l'indistinguabilité de la distribution « {\displaystyle G\triangleq G(x)\in \{0,1\}^{n}:x\hookleftarrow {\mathcal {U}}(\{0,1\}^{s})} » de la distribution uniforme sur les chaînes de longueur {\displaystyle n} . Une définition alternative est donnée par l'imprédictabilité du bit suivant, c'est-à-dire qu'il n'existe pas d'algorithme efficace permettant de prédire {\displaystyle G(x)_{i}} sachant {\displaystyle G(x)_{<i}} avec une probabilité significativement différente de 1/2.
Andrew Yao a montré en 1982 que ces deux définitions sont équivalentes , on donne dans la suite une preuve de l'implication qui fait intervenir l'argument hybride.